# Ambler (Pensilvânia)
Ambler é um distrito localizado no estado norte-americano de Pensilvânia, no Condado de Montgomery.

## Demografia
Segundo o censo norte-americano de 2000, a sua população era de 6426 habitantes. 
Em 2006, foi estimada uma população de 6270, um decréscimo de 156 (-2.4%).

## Geografia
De acordo com o United States Census Bureau tem uma área de 
2,2 km², dos quais 2,2 km² cobertos por terra e 0,0 km² cobertos por água. Ambler localiza-se a aproximadamente 114 m acima do nível do mar.

## Localidades na vizinhança
O diagrama seguinte representa as localidades num raio de 8 km ao redor de Ambler. 